# Kvašiorkor
Kvašiorkor je bolest koja nastaje zbog teškog manjka bjelančevina u hrani, tj. kronična proteinsko-energetska pothranjenost karakterizirana edemima, anoreksijom, razdražljivošću, ulceroznim dermatozama te povećanom jetrom. Najviše oboljelih ima u zemljama u razvoju posebno kod djece. Pojam potječe iz Ga jezika, a znači "bolest koju dijete dobije nakon što se rodi drugo dijete". Pojam je uvela pedijatrica Dr. Cicely D. Williams 1935. godine u medicinskom časopisu Lancet.  

## Uzrok
Bolest nastaje kada se dijete prestane dojiti te se dalje hrani hranom koja je siromašna proteinima. Dijete zbog nedostatka kako neesencijalnih tako i esencijalnih aminokiselina ne može sintetizirati proteine koji su mu potrebni za normalan rast i razvoj. Dolazi do smanjenja razine albumina koji su i sami proteini. Albumini se nalaze u krvi te sprječavaju izlaženje vode iz krvnih žila održavajući tako koloidno-osmotski tlak. Nedostatak tog proteina uzrokuje teške otekline tj. edeme.

## Klinička slika
Pojavljuju se izljevi tekućine tj. edemi po cijelom tijelu. Naizraženiji su na trbuhu gdje trbuh izgleda napuhnut i napet (žablji trbuh) te na stopalima. Javlja se zastoj u rastu, promjena boje kose, razdražljivost, anemija, masna jetra, atrofija resica tankog crijeva, proljev, gubitak mišićne mase, depigmentacija kože, dermatoze i edemi (zbog hipoalbuminemije). 

## Liječenje
Liječenje započinje fazom stabilizacije i to davanjem energijom bogate hrane u manjim, ali čestim obrocima.
U prvim danima liječenja unošenje velikih količina proteina može imati i negativne posljedice. Mlijeko je dobar izbor za tu fazu liječenja. Nakon otprilike jednog tjedna unos hrane se može povećati. Nakon 2 do 3 tjedna mlijeko se obogaćuje vitaminima i mineralima sve dok dijete ne dostigne 80% normalne težine. Kada dijete dostigne težinu veću od 85% normalne težine, smatra se da je ozdravilo.